# Allagen
Allagen – dzielnica miasta Warstein w powiecie Soest, w kraju związkowym Nadrenia Północna-Westfalia, w rejencji Arnsberg.

## Demografia
Według spisu ludności z marca 2025 roku, w Allagen mieszkało 2383 mieszkańców, co stanowi 9,31% wszystkich mieszkańców Warsteinu.

## Historia
Allagen, jako osada, powstało około 800 roku. W dokumentach miejsce to zostało jednak wspomniane po raz pierwszy dopiero w XII wieku.
W Allagen przeprowadzano polowania na czarownice: W 1617 roku wielu mężczyzn i kobiet zostało ukaranych za domniemane czary. Proces ten przeprowadził sędzia czarownic, Heinrich von Schultheiß.

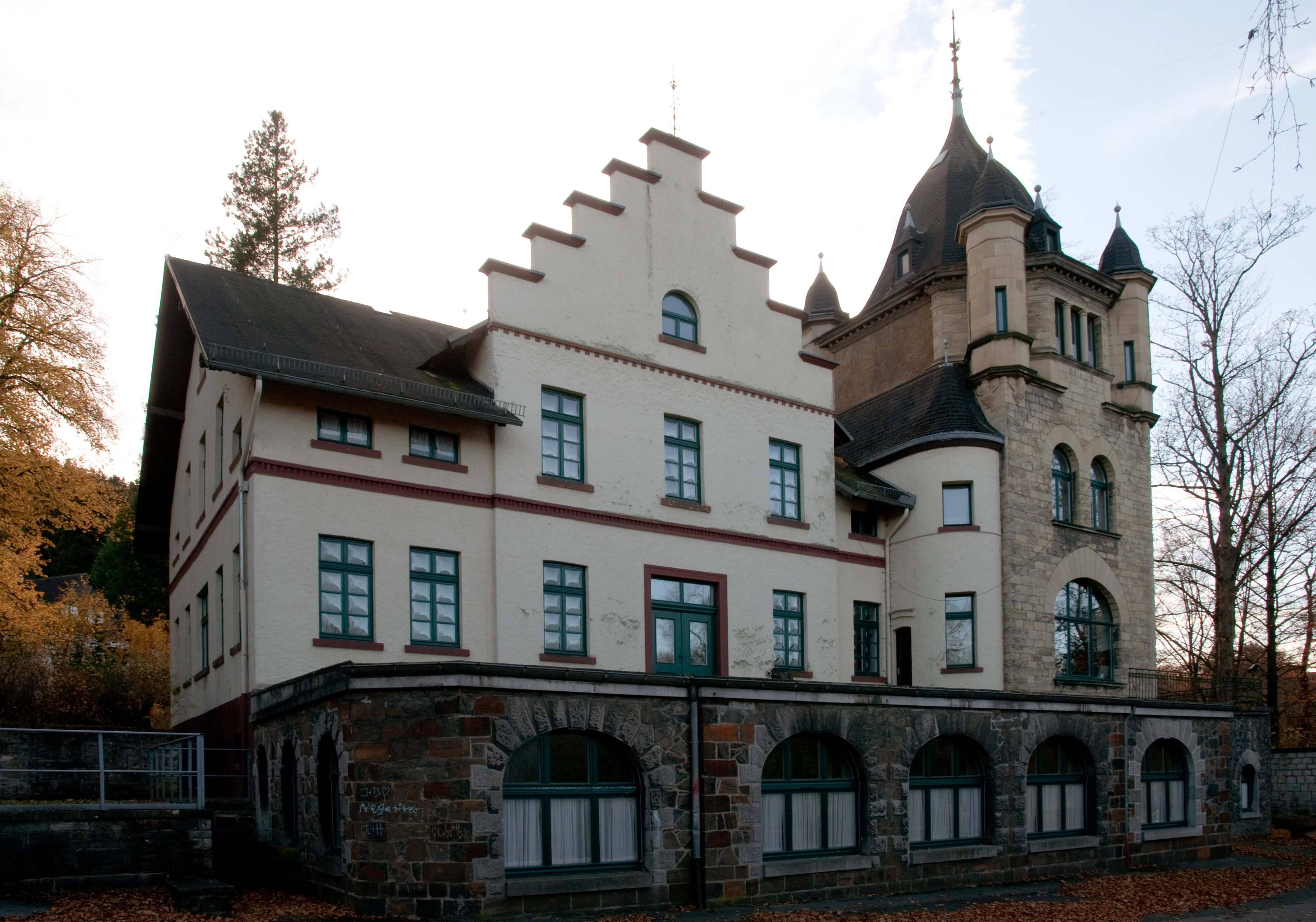
Haus Dassel

Szczególną cechą krajobrazu miasta jest Haus Dassel, zbudowany w 1841 roku jako rezydencja właściciela fabryki. Budynek przypominający zamek później otrzymał nawet wieżę. Pod koniec XIX wieku rodzina Dassel z Düsseldorfi wprowadziła się do domu, który później został zakupiony przez gminę Allagen. Budynek fabryki został zburzony i przekształcony w park.

## Transport
W Allagen kursuje autobus linii R51, którego trasa zaczyna się przy przystanku "Markt" w Warstein, a kończy na przystanku "Bustreff Hansaplatz" w Soest. W samym Allagen linia ta zatrzymuje się na sześciu przystankach.

## Edukacja
W latach 50. w Allagen powstała państwowa szkoła leśna, która miała kształcić przyszłych leśników.